# Cooper-Gletscher
Der Cooper-Gletscher ist ein 24 Kilometer langer Gletscher im westantarktischen Marie-Byrd-Land. Er fließt in nordöstlicher Richtung zwischen dem Butchers Spur und der Quarles Range zur Südflanke des Axel-Heiberg-Gletschers im Königin-Maud-Gebirge.
Der US-amerikanische Polarforscher Richard Evelyn Byrd entdeckte ihn 1929 bei einem seiner Flüge ins Königin-Maud-Gebirge im Zuge seiner ersten Antarktisexpedition (1928–1930). Byrd benannte den Gletscher nach dem US-amerikanischen Journalisten Kent Cooper (1880–1965) von Associated Press.